# Shirin Neshat

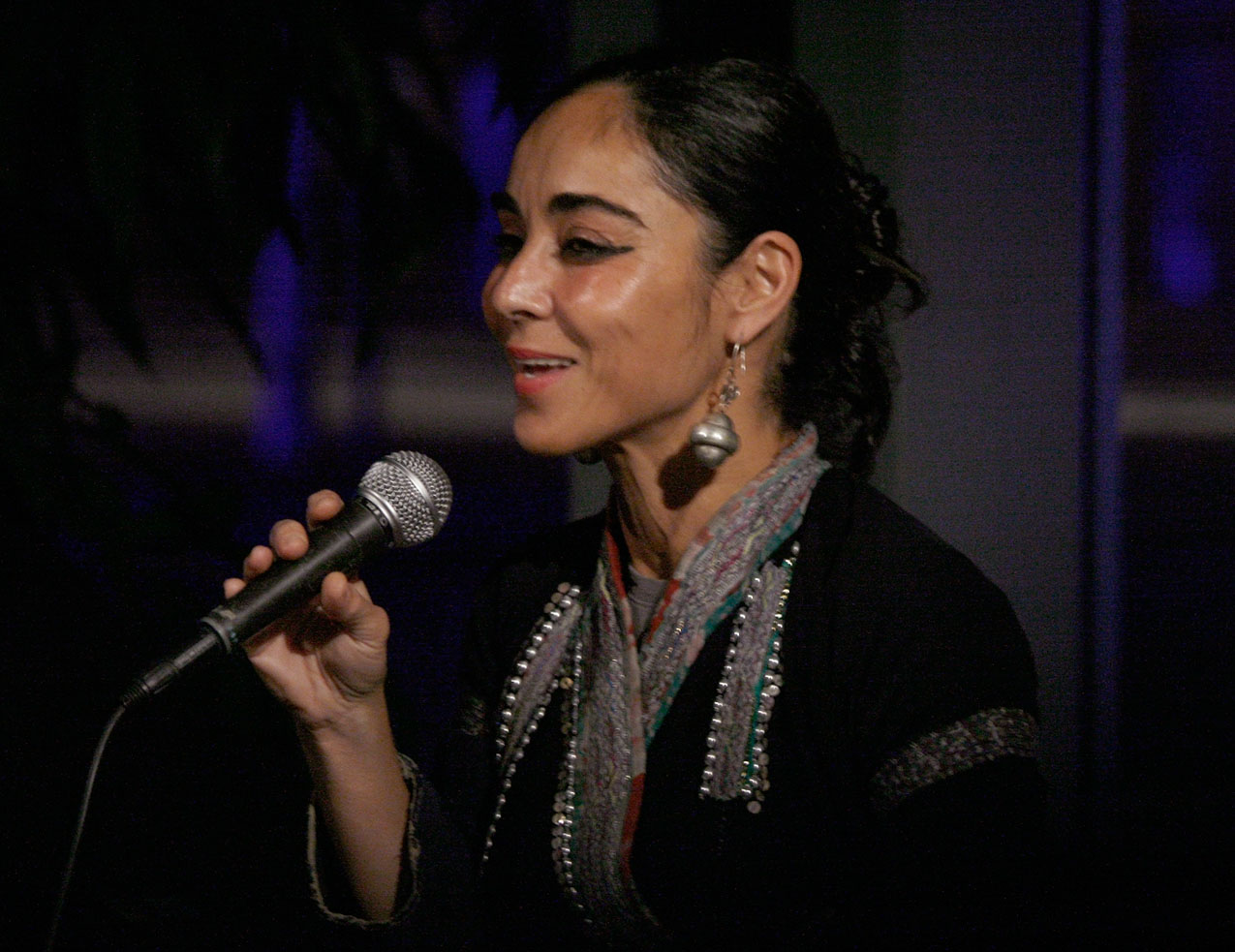
Shirin Neshat (Viennale 2009)

Shirin Neshat (persisch شیرین نشاط, DMG Šīrīn-e Nešāṭ; * 26. März 1957 in Qazvin, Iran) ist eine iranische Künstlerin, Filmemacherin und Fotografin.
Von der Fotografie kommend, widmet Neshat sich seit Mitte der 1990er Jahre der Filmkunst, wobei die Künstlerin sich in ihrer Arbeit insbesondere mit der Lage von Frauen in der muslimischen Welt auseinandersetzt.

## Biografie

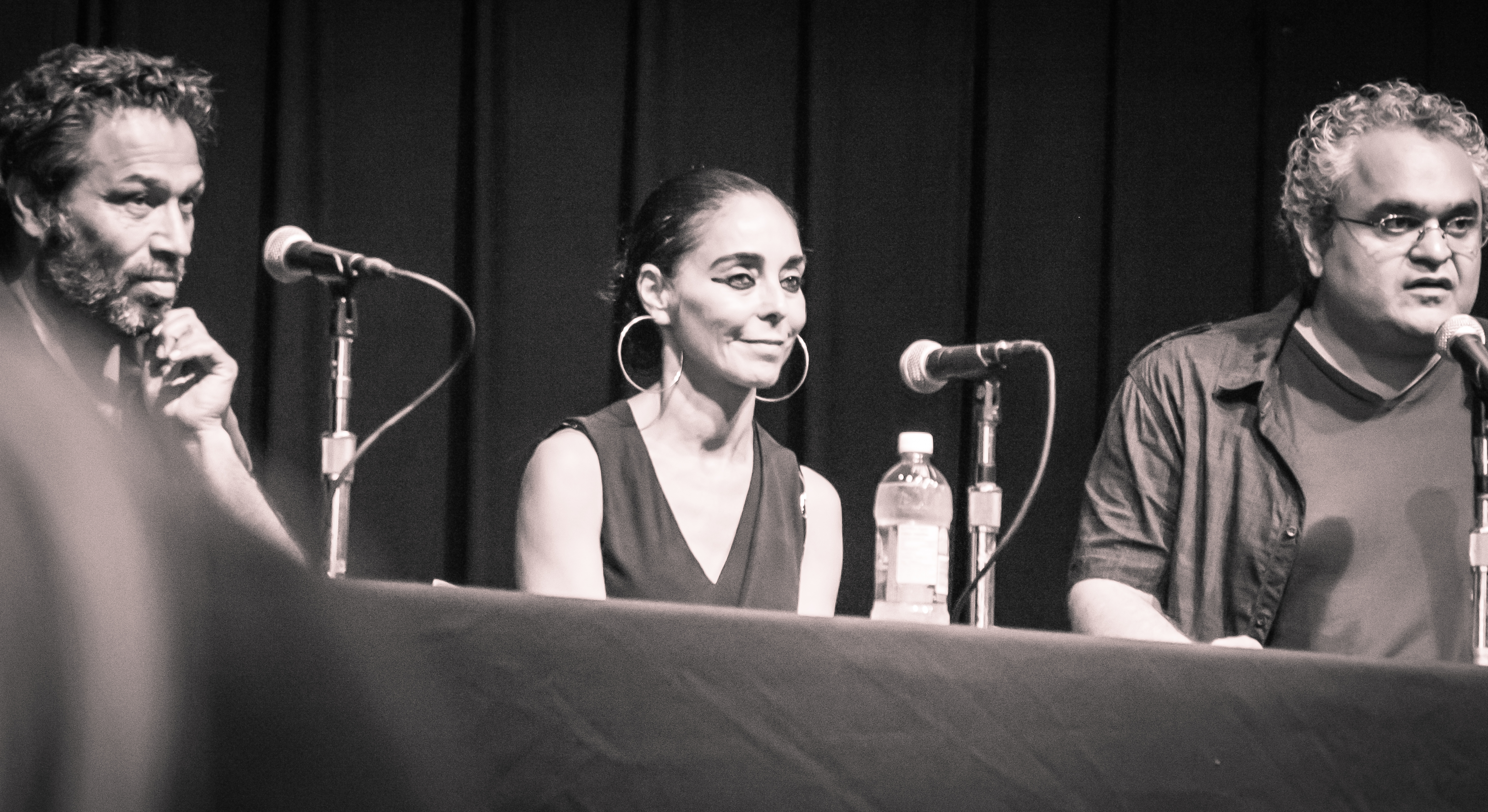
Shoja Azari, Shirin Neshat und Babak Payami (Tirgan Festival in 2013)

Shirin Neshat wurde 1957 als Tochter eines angesehenen Arztes geboren. Die Familie gehörte zur gehobenen Mittelschicht.
Sie wuchs in einem westlich orientierten Haushalt auf und besuchte ein katholisches Internat in Teheran. Ihr Vater vertrat eine fortschrittlichere Meinung zur gesellschaftlichen Rolle der Frau, als es in dieser Zeit in den meisten Familien üblich war.
Als Neshat 1975 das Internat verließ, ermöglichte ihr Vater, dass sie mit 17 Jahren ebenso wie ihre Brüder das College besuchen konnte. Um Kunst zu studieren, verließ sie 1979 den Iran und ging in die USA, während Ajatollah Chomeini durch die iranische Revolution an die Macht kam. Durch die Folgen der Revolution verloren die Eltern Shirin Neshats ihren bisherigen Status. Die diplomatischen Beziehungen zwischen dem Iran und den USA wurden auf Eis gelegt, der Bankverkehr unterbrochen.
Ein Jahr nachdem sie den Iran verlassen hatte, zog Neshat nach San Francisco, um dort am Domician College zu studieren. Danach schrieb sie sich bei der Universität von California in Berkeley ein, wo sie den Bachelor, den Master of Arts in darstellender Kunst und den Master of Fine Arts im Bereich Freie Kunst erhielt.
Nach ihrem Abschluss ging sie zurück nach New York, heiratete dort Kyong Park und bekam einen Sohn, Cyrus. Sie arbeitete für die Organisation „Storefront of Art and Architecture“ in Manhattan, welche ihr Mann gegründet hatte, und lebte ein unabhängiges Leben inmitten der Kunstszene New Yorks.
1990, ein Jahr nach Khomeinis Tod, kehrte Neshat – nach elf Jahren in den USA – in den Iran zurück. Die Zustände, die sie dort vorfand, der Zwiespalt, in dem sie sich nun befand im Hinblick auf die Gegensätze zwischen dem Iran vor und nach der Revolution, regten sie an, die Fotoserie „Women of Allah“ (1993–1997) zu schaffen, somit begann der erste Teil ihrer Arbeit als Künstlerin. Die Schwarz-Weiß-Bilder stellen bewaffnete islamische Frauen im bodenlangen Tschador dar. Als besonderes Stilmerkmal sind die unbedeckten Stellen der Haut der Dargestellten mit Texten zeitgenössischer iranischer Lyrikerinnen wie Tahereh Saffarzadeh und anderen in der Landessprache Persisch überschrieben. Die Schriftzüge wirken wie kalligrafische Ornamente. In ihrer Textauswahl greift Shirin Neshat auf religiöse Lyriktexte von Tahereh Saffarzadeh aus der Zeit der so bezeichneten islamischen Revolution zurück.
Bis 1996 hat sie den Iran noch regelmäßig besucht, nach einem unangenehmen Zusammenstoß mit einem iranischen Politiker am Teheraner Flughafen verließ sie den Iran jedoch endgültig. Da sie die Fotoarbeit nach einiger Zeit nicht mehr befriedigte, widmete sie sich wenige Jahre später der Film- und Videokunst. Die meisten Videofilme, die diesem zweiten Abschnitt ihrer Arbeit zuzuteilen sind, entstanden zwischen 1997 und 2001. Zu diesem Zeitpunkt begann sie sich auch in Bezug auf westliche Wertvorstellungen politisch zu öffnen und diese zu hinterfragen. Sie hatte sich bei ihren vorherigen Werken vorrangig auf den Islam bezogen. 1996 schuf sie ihr erstes Video „Anchorage“, welches die Themen ihrer Reihe „Women of Allah“ nochmals aufgriff. Es folgten weitere Videos, die parallel an zwei sich gegenüberliegende Wände projiziert wurden, sowie die Filmtrilogie „Turbulent“ (1998), „Rapture“ (1999) und „Fervor“ (2000).
Im Jahre 1999 gewann sie den Internationalen Preis der 48. Biennale von Venedig mit „Turbulent“ und „Rapture“.
Zwei Jahre später begann ihre Zusammenarbeit mit der Sängerin Sussan Deyhim, einer Komponistin, Sängerin und Performancekünstlerin, die zwei Jahre lang im Bereich der experimentellen Musik tätig war. Deyhim kombinierte Gesangstechnik mit digitaler Bearbeitung und dem fernöstlichen Musikstil, um Anteile von Osten und Westen in ihrer Musik zu vereinen. In dieser Phase der Zusammenarbeit entstand das Video „Logic of the Birds“, das von RoseLee Goldberg, einer angesehenen Kunsthistorikerin und ehemaligen Direktorin der Royal College of Art Gallery, produziert wurde und zum dritten Teilabschnitt des Schaffensprozesses von Neshat zählt. Sie verarbeitete nun auch ihre Gefühle und Ängste, als Iranerin nach dem 11. September in den USA zu leben. Dieses Video feierte seine Erstaufführung beim „Lincoln Center Summer Festival“ im Jahre 2002 und wurde später auch in Minneapolis und London vorgeführt. 2005 entstand ihr Werk „Zarin“.
2009 erhielt Neshat für ihren Spielfilm Women Without Men (persisch زنان بدون مردان, DMG Zanān bedūn-e mardān, ‚Frauen ohne Männer‘) eine Einladung in den Wettbewerb der 66. Filmfestspiele von Venedig und wurde mit dem Regiepreis geehrt.
2013 wurde sie in die Wettbewerbsjury der 63. Internationalen Filmfestspiele von Berlin berufen. Neshat über ihre Arbeit: „Ich komme aus einer Welt, die in jeder Hinsicht einen extremen Gegenpol zur westlichen Welt bildet und derzeit die größte Bedrohung für die westliche Zivilisation darstellt […] Die Herausforderung besteht für mich darin, zwischen diesen Kulturen, dem ‚Orient‘ und dem ‚Okzident‘, zu vermitteln.“
2017 inszenierte Neshat 2017 Giuseppe Verdis Oper Aida bei den Salzburger Festspielen (Musikalische Leitung Riccardo Muti). Ihr zweiter Spielfilm Looking for Oum Kulthum wurde 2017 zu den 74. Filmfestspielen von Venedig in die Sektion Giornate degli Autori eingeladen. Am 28. August 2019 wurde Neshat eine Goethe-Medaille verliehen.
In ihrer Arbeit The Fury aus dem Jahr 2022 zeigt Neshat eine tanzende, fast nackte Frau, die von Männern in Uniform beobachtet wird. Ihr Körper zeigt Spuren von Gewalt. Angeregt wurde Neshat zu diesem Kunstwerk durch das Gerichtsverfahren gegen den iranischen Staatsanwalt Hamid Nouri, der der Ermordung von über 3000 politischen Gefangenen beschuldigt wurde. In den Zeugenaussagen wurde deutlich, wie sexueller Missbrauch und Vergewaltigung dazu eingesetzt wurden, um politische Gefangene zu brechen. Das Werk zeigt den weiblichen Körper sowohl als Objekt der Begierde als auch als Opfer von Gewalt.
Shirin Neshat ist von Kyong Park geschieden und in zweiter Ehe mit dem iranischen Filmemacher Shoja Azari verheiratet. Sie lebt und arbeitet in New York City und in Berlin.

## Werke
- Women of Allah, (1993–1997)
- Unveiling, 1993. Multimedia[8]

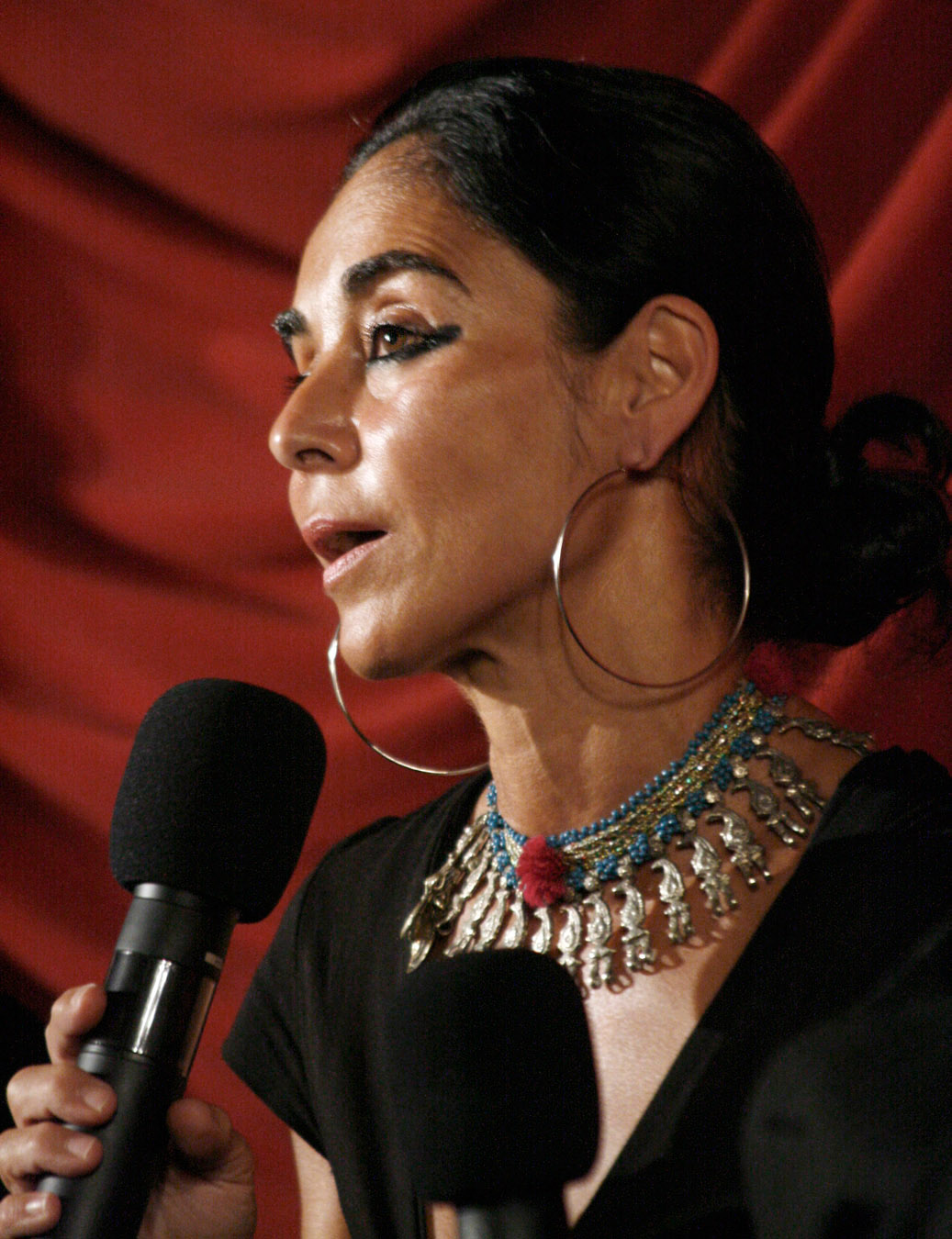
Shirin Neshat (2010)

- Turbulent, 1998. Zwei-Kanal-Video/Audio Installation
- Rapture, 1999. Zwei-Kanal-Video/Audio Installation
- Fervor, 1999. Zwei-Kanal-Video/Audio Installation
- Passage, 2001. Ein-Kanal-Video/Audio Installation
- Logic of the Birds, 2002. Multimedia Performance.
- The Last Word, 2003. Ein-Kanal-Video/Audio Installation
- Mahdokht, 2004. Drei-Kanal-Video/Audio Installation
- Zarin, 2005. Ein-Kanal-Video/Audio Installation
- Women without Men, 2008. Fünf Videoinstallationen
- The Fury, 2022. Videoinstallation

## Filmografie (Auswahl)
- 2006: Durch die Nacht mit … Henry Rollins und Shirin Neshat
- 2009: Women Without Men (Zanan bedun-e mardan)
- 2017: Auf der Suche nach Oum Kulthum (Looking for Oum Kulthum)
- 2021: Land of Dreams

## Auszeichnungen
- 1998: Hauptpreis der Kunstbiennale von Venedig für die Videoarbeit Turbulent[1]
- 2002: Großer Norddeutscher Kunstpreis der Heitland Foundation, Celle
- 2009: Silberner Bär für die beste Regie bei den Filmfestspielen von Venedig für Women Without Men[1]
- 2017: Praemium Imperiale
- 2019: Goethe-Medaille[9]
- 2023: Mitglied der American Academy of Arts and Letters[10]
- 2024: Korrespondierendes Mitglied der Bayerischen Akademie der Schönen Künste, Abteilung Film- und Medienkunst[11]

## Veröffentlichungen
- Im Gespräch – In Conversation. deutsch/englisch. Vice-Versa-Verlag, Berlin 2005, ISBN 3-932809-54-8.
- Christiane Weidemann, Petra Larass, Melanie Klier (Hrsg.): 50 Künstlerinnen, die man kennen sollte. Prestel, München 2008, ISBN 978-3-7913-3957-3, S. 152–155.
- Debra N. Mancoff: Frauen, die die Kunst veränderten. Prestel, München 2012, ISBN 978-3-7913-4732-5, S. 102–103.

## Ausstellungen
- 2014: Shirin Neshat., Kunsthalle Budapest.[12]
- 2014: Shirin Nehat: Afterwards. Mathaf (Arabisches Museum für moderne Kunst), Katar.
- 2017: Shirin Neshat: Frauen in Gesellschaft. Kunsthalle Tübingen
- 2017: Shirin Neshat: The Home of My Eyes. Museo Correr, Venedig[13]
- 2021: Shirin Neshat: Living in One Land, Dreaming in Another. Pinakothek der Moderne